# トランスフォビア

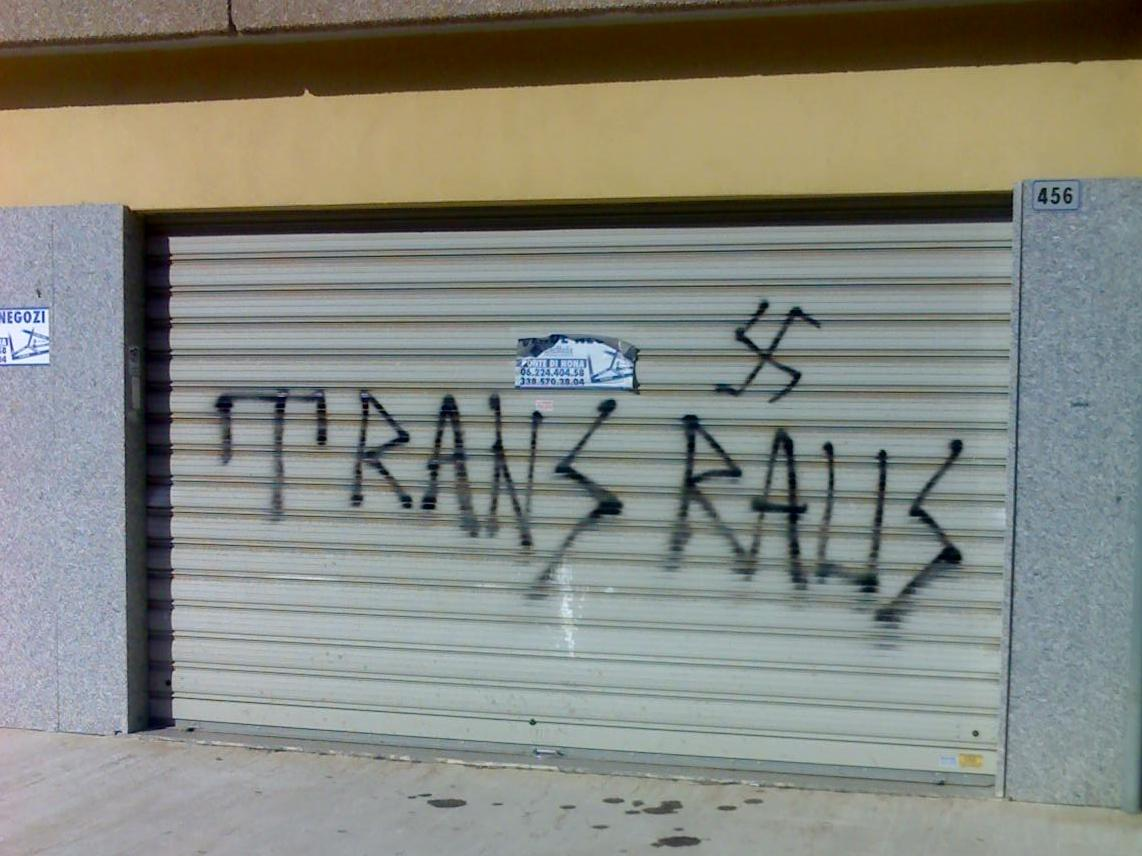
ローマ、イタリアのトランスフォビアの落書き。ドイツ語で 「トランスアウト」 と書かれ、隣には鉤十字が描かれている。

トランスフォビア（英語: Transphobia）とは、トランスジェンダーの人々やトランスジェンダー全般に対する否定的な態度、感情、行動のことである。トランスフォビアには、社会的な性役割に適合しない人々に対する恐怖、嫌悪、憎悪、暴力、怒りなどが含まれる。トランスフォビアは、人種差別、性差別、障害者差別と同様の偏見や差別の一種であり、同性愛嫌悪と密接に関連している。有色人種のトランスジェンダーは、様々な形態の差別を同時に経験する可能性がある。
トランスジェンダーの若者は、家族からの虐待、セクシュアルハラスメント、いじめや校内暴力などを複数経験することが多い。また、里親や福祉施設に入所している割合も、同年代の児童に比べて高い。成人のトランスジェンダーの人々は、日常生活の中で、性暴力、警察による暴力、公の場での嘲笑、性別の間違い、その他の暴力や嫌がらせに定期的に遭遇している。これらの問題は、多くのトランスジェンダーの人々が公共の場で危険を感じる原因となっている。その他の問題には、医療差別、職場差別、LGBTの権利に関する法律に反対する保守的な政治団体や宗教団体に包囲されていると感じることなどがある。差別や暴力は、LGBTコミュニティやフェミニスト運動の人々から発信されることもある。
トランスフォビアによって生じるストレスは、暴力やその他の脅威のリスクが高まるだけでなく、メンタルヘルスに悪影響を及ぼし、薬物使用障害、未成年者の家出、自殺につながる。
欧米諸国の多くでは、1990年代以降、差別と闘い、生活のあらゆる側面で機会均等を支援する政策が徐々に確立されてきた。また、非伝統的な性自認の社会的受容を改善させるため、LGBTコミュニティに関するキャンペーンが世界中に広がっている。国連によるキャンペーンもその一例であり、LGBTの人権の尊重と差別撲滅を目的としている。しかし、トランスフォビアの暴力は2021年以来増加しており、米国やその他の国の多くの地域でトランス差別禁止法が制定されている。

## 概要
多くの場合、彼らの内面的な性同一性の外的な表現（服装など）への拒否という形で現れる。またトランスジェンダーと同性愛を混同する異性愛者からのホモフォビアの対象となることがある。また、シスジェンダー（トランスジェンダーでない）同性愛者から嫌悪の対象になることもある。
ホモフォビアのような他の差別と同様に、差別的かつ不寛容な態度は暴力や殺人といったヘイトクライムとなる場合もあれば、雇用上の差別を含め他の人と同様に公平に扱う事をしないといった身体的な暴力ではない形で示される時もある。

## 語源と用法
1番目の要素は、neo-classical prefixであるtransgenderに由来するtrans- （もともとの意味は"across, on the far side, beyond"）であり、2番目の要素は「恐怖」を意味するギリシア語: φόβοςに由来する-phobiaである。 lesbophobia（レズボフォビア）、biphobia（バイフォビア）、homophobia（ホモフォビア）、transphobia（トランスフォビア）と同様に、LGBTの人々に対して偏見や差別が向けられるときに使われる用語である。
Transphobiaにおける「フォビア」（phobia）は、臨床心理学で定義される意味でのphobia（恐怖症）とは異なり（例：不安障害）、意味や用法は、xenophobia（外国人嫌悪）と同様に「嫌悪」を意味する。名詞形のtransphobeは、心の中でトランスフォビアの気持ちを抱えている人を意味する。形容詞形のtransphobicは、transphobeやその人による行為を意味することがある。transphobiaおよびtransphobicという単語は、2013年にOxford English Dictionaryに加えられた。

## 差別用語
「tranny（トラニー）」「shemale（シーメール）」「gender bender（ジェンダー・ベンダー）」「trap」「shim」「he/she」などの言葉がトランスジェンダーへの中傷としてよく用いられる。また、「transgenderism（トランスジェンダリズム）」「gender ideology（ジェンダー・イデオロギー）」「trans ideology（トランス・イデオロギー）」「trans agenda（トランス・アジェンダ）」という単語は、反トランスジェンダー活動家によって、トランスジェンダーの人々を非人間的に扱い、危険なイデオロギーのようにみなす際に用いられている言葉となっている。一部の反トランスジェンダー活動家は、トランスジェンダーとその権利運動の取り組みをカルトとみなす。例えば、トランスフォビアな主張で知られるポージー・パーカーは自身の催す「Let Women Speak」というツアーの中でトランスジェンダー当事者のことを「身体を切断する悪質なカルトのメンバーです」と発言している。
「sex is real」という表現も、反トランスジェンダーの立場の人がよく使う言い回しで、出生時に割り当てられた性別がその人を決定すると強調し、事実上、性同一性を消去することを暗示するものとなっている。さらに「Transgender Rights Activist」の略で「TRA」と表現することで、トランスジェンダーの権利運動を支持する活動家を軽蔑的に揶揄する場合もある。
他にも、トランスジェンダーの説明で「体の性と心の性の不一致」と表現するのは不正確である。
GLAADは「（差別的な言葉は）トランスジェンダーの人々の人間性を奪うものであり、メディアで使用されるべきではありません」と解説している。トランスジェンダー当事者の中には自分自身を表現するのにこれらの言葉をあえて使う人もいるが、非常に不快に感じる当事者もいるということに留意が必要である。
トランス・ジャーナリスト協会（Trans Journalists Association）はトランスジェンダーに対する正確な表現での報道を確実にするためにスタイルガイドを提供し、報道機関にアドバイスしている。日本でもLGBT法連合会が主体となって報道ガイドラインを策定し、その中でトランスジェンダーに関する注意が必要な言い回しや望ましい表現などを整理している。

## トランスフォビアの種類
トランスフォビアとされるものの中には、誤解、偏見、中傷、暴力、虚偽、陰謀論、疑似科学、ジャンクサイエンスなどがさまざまに入り混じっている。以下に個別に紹介する。

### ミスジェンダリング

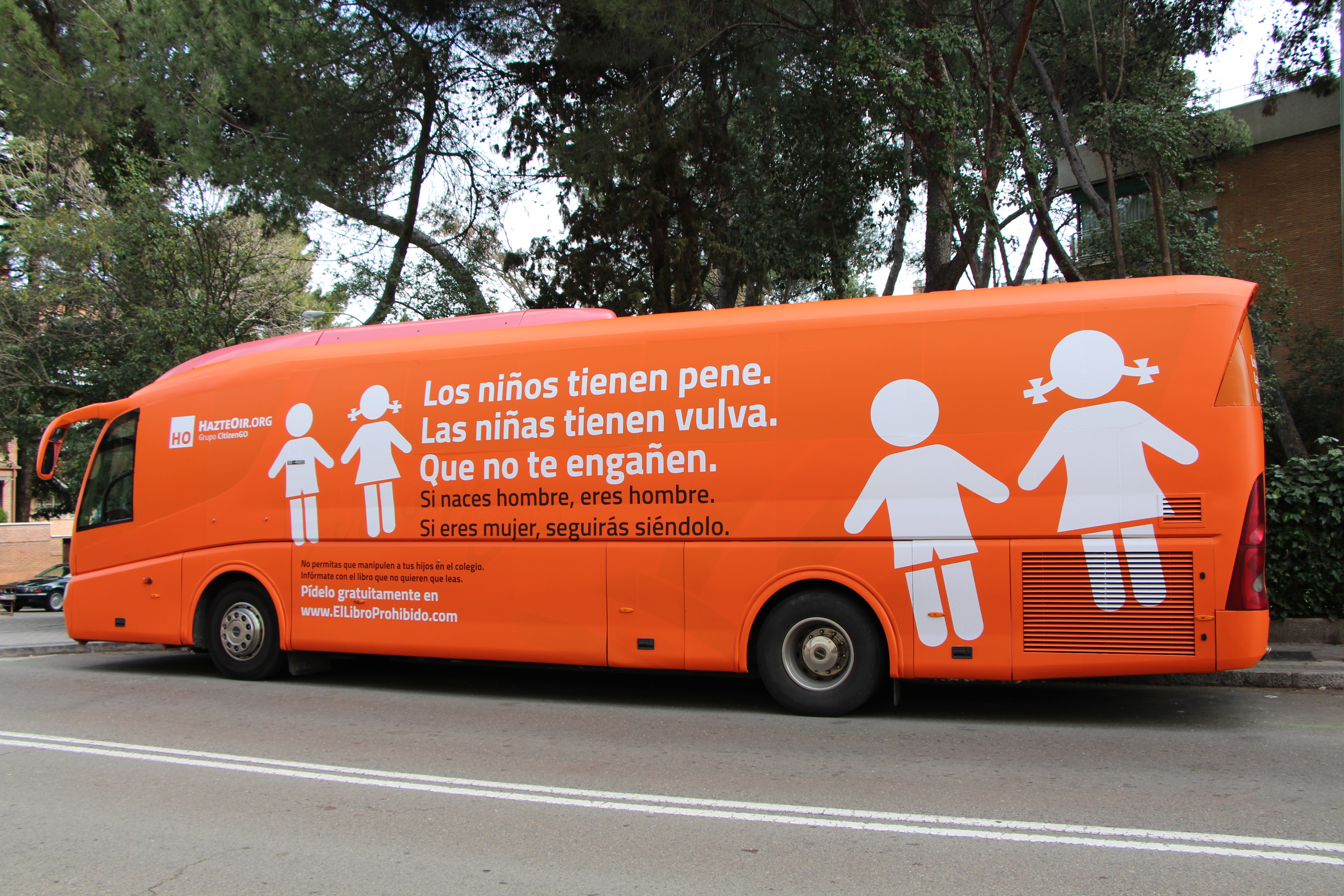
極右団体によるトランスフォビアなメッセージを載せているバス。「男の子に生まれたら陰茎がある。女の子に生まれたら外陰部がある」と書かれている。

本人の性同一性と異なる性別で扱うことは「ミスジェンダリング」と呼ばれ、その人のアイデンティティを否定する侮辱的な行為として問題視され、人権侵害にもなりうる。また、トランスジェンダー当事者は、出生時につけられた名前とは別の名前で生活していることがあるが、現在使用していない名前を本人の同意なく使用することは「デッドネーミング」と呼ばれる。
また、英語圏などでは性同一性に合った代名詞の利用を求める当事者もおり、中には「she/her」「he/him」以外の代名詞（「they/them」）などを使用することがあるので、本人の意思に反した間違った代名詞を利用してはいけない。ただし、代名詞でトランスジェンダーかどうかを推定することはできない。
「生物学的男性」「生物学的女性」「遺伝的男性」「遺伝的女性」「男性に生まれた」「女性に生まれた」「元男性」「元女性」といった表現は、トランスジェンダー当事者の性同一性を否定する不正確なものであるとされている。「生物学的女性」などの言葉は、特定のイベントやスペースからトランスジェンダー女性を性的特徴を理由に排除したいときによく持ち出される。本来「生物学的性別」というフレーズは、出生時に割り当てられた性別と同義語として科学論文で用いられるものであるが、反トランスジェンダーの立場の人々は「本当の性別」というような意図で使用している。

### ジェンダー・アファーミング・ケアへの反発
トランスジェンダーの人々は性同一性に近づいた自己の在り方を模索するために各々で性別移行（ジェンダー・トランジション）というプロセスを試みる。当事者の中にはホルモン療法や性別適合手術などの医療的な対応で生活の質が向上する者もいる。世界保健機関（WHO）の『疾病及び関連保健問題の国際統計分類』（ICD）の「ICD-11」でも「性同一性障害」という従来は精神疾患とされていたものは「性別不合」へと置き換わり、脱病理化によってリプロダクティブ・ヘルス・ライツに基づいた向き合い方をするようになった。これら性別移行をサポートするためのホルモン治療や二次性徴抑制剤などの医療的なケアは「ジェンダー・アファーミング・ケア」と呼ばれており、その有効性は専門家によって証明されている。
しかし、反トランスジェンダーの立場の人たちの中には、このジェンダー・アファーミング・ケアは有害で危険であると主張し、法的に禁止しようという活動もある。例として、PragerUはジェンダー・アファーミング・ケアの危険性を主張するドキュメンタリー『Detrans』を制作し、X(旧Twitter)で大々的な宣伝を行った。他にもケアに関する医療上の誤った情報を宣伝する組織として「Society for Evidence-Based Gender Medicine」や「American College of Pediatricians」などが挙げられる。
とくに「性別移行したことを後悔している子どもが多い」という主張も一部で広まっている。しかし、イギリスのNHS（国民保健サービス）の報告書によれば、NHSを使って性別移行をした3398人に調査したところ、性別移行を後悔していたのは0.47%との結果がでており、性別移行を後悔している子どもが多いことを裏付けるようなデータはない。にもかかわらず「性別移行をやめた人は、本当はジェンダー規範による抑圧に苦しんでいるだけで、ジェンダー・アイデンティティを誤認している」という主張や、「トランスジェンダーの活動家たちによって子どもたちが性別移行へとそそのかされている」といった陰謀論的な主張が流布されることもある。さらに子どもへのジェンダー・アファーミング・ケアを児童虐待であると主張する人さえいる（LGBTグルーミング陰謀論）。
トランスジェンダーへの医療的なケアに反対する人々の中には「トランスジェンダーの人々は実際にはただの同性愛者である」と主張する者もいるが、誤りである。
性別移行（トランジション）をやめることを「ディトランジション」と呼ぶが、これは性別移行を後悔しているからという理由だとは限らない。以前のジェンダーに戻るための人もいれば、妊娠するために一時的にホルモンを中止した人、家族の圧力で継続できなくなってしまった人、何らかの事情で医療にアクセスできなくなった人、ノンバイナリーだと自覚してやめた人も含まれる。移行解除は非常に稀で、約1%程度とされる。
Genspectなどの反トランスジェンダー団体はこのディトランジションをジェンダー・アファーミング・ケアの失敗例として大袈裟に背景を捻じ曲げて伝え、さらにはジェンダー・アファーミング・ケアの代替として「ジェンダー・エクスプロラトリー・セラピー」（GET; Gender exploratory therapy）を推進する者もいる。このジェンダー・エクスプロラトリー・セラピー（ジェンダー探索療法）は転向療法とほぼ同質のものであるとして専門家からは批判されている。

### 急速発症性性別違和（ROGD）
2018年に「PLOS ONE」に掲載された論文にてリサ・リットマン博士は、思春期の若者が出生時に割り当てられた性別と性同一性との間で突然の葛藤を経験するという社会的影響によって性別違和を感じていると主張した。これは「社会的伝染」理論とも呼ばれ、性別違和を経験する子どもが急増しているという仮説を立てた。そしてこの社会的影響によって生み出される性別違和を「急速発症性性別違和」（ROGD; Rapid-onset gender dysphoria; 「急発性性別違和」「急性性別違和症候群」「急速発症型性同一性障害」）と名付けた。
この仮説は専門家から激しく批判され、「PLOS ONE」側も再レビューを行い、一部の内容を修正することになった。この「急速に発症する性別違和（ROGD）」は非科学的であるとされる一方で、反トランスジェンダーの立場の人たちは積極的に受け入れており、トランスジェンダーの権利は行き過ぎたものであるという主張の口実として利用されている。
「急速に発症する性別違和（ROGD）」を支持して世間に広めた書籍としては、アビゲイル・シュライアーによる『あの子もトランスジェンダーになった SNSで伝染する性転換ブームの悲劇』がある。

### 女性専用スペースからの排除
トランスジェンダー女性はトイレや更衣室など女性専用スペースでシスジェンダー女性への脅威となるという主張がたびたび持ち上がる。しかし、実際にはトランス女性（もしくはトランスジェンダーの権利を認めること）がシスジェンダー女性の生活空間の危険に繋がるという証拠は確認されていない。性同一性に基づいて法的な性別の変更ができる法律が世界各地で作られているが、例えばアルゼンチンではそうした法律の制定から10年が経過しても、女性に対する暴力が増加したという報告はない。女性に対する暴力阻止に取り組むアメリカの主要組織である「The National Task Force To End Sexual and Domestic Violence」は「性同一性に合致した性別のスペースに入ることを認める法律ができると、男性が女性のスペースに入れるという議論は誤りです」と述べている。
トランスジェンダーの権利を保護すると、性犯罪者が公衆トイレに忍び込めるようになるという主張は「トイレ・プレデター（Bathroom Predator）」神話と呼ばれている。Equality Federationのレベッカ・アイザックスは、トランスジェンダー女性の立ち入りを認めることは危険であると流布する一連の主張は「燻製ニシンの虚偽」であると語っている。一部の危険であると主張する人々は、男性の性犯罪者が自分はトランスジェンダーであると嘘をついて罪を逃れようとする可能性を懸念するが、その人の性同一性がなんであれ、性犯罪行為をした時点で性犯罪者であることには変わりなく、犯罪を誤魔化す有効な手段にはならないとヒューマン・ライツ・キャンペーンは述べている。トランスジェンダーへの差別を法律や条令で禁止すると、「自分は女」とトランスジェンダーを装って自称すれば女湯などの女性スペースに入れてしまうといった声も一部で聞かれるが、公衆浴場などの衛生や風紀に必要な措置を講じるための男女を分ける措置を妨げるものではなく、自分は女性であるとなりすましを行う性犯罪者などの人物がいたとしても、その人のジェンダーが何であれ、例えば日本であれば、迷惑行為防止条例等、偽計業務妨害罪、建築物侵入罪などの構成要件の該当性を否定したり、違法性を阻却するものではない。
こうした一連の「トランスジェンダーが社会の秩序や規範を乱す」ことを前提とした虚偽情報や陰謀論を取り込んだ反トランスジェンダーの主張はモラルパニックとされている。

### 身体的な暴力や性暴力
トランスジェンダーは暴力の危険に直面しやすい。例えば、イギリスの調査によれば家庭内暴力を経験したシスジェンダー女性は7.5％だったのに対し、トランス女性は16％であった。トランスジェンダーの2人に1人は性的虐待や暴行を受けており、細かく見ると15%は警察の拘留中または刑務所にいる間に性的暴行を受けたと報告しており、10%が医療専門家から性的被害に遭っている。また、9％はトイレで性的暴行を受けている。日本での調査によれば、トランスジェンダー女性の66.2％が暴力被害を経験していると回答し、半数以上が誰にも相談していないとも答えている。
トランスフェミニストのジュリア・セラーノは著書『ウィッピング・ガール』の中で、トランス女性はトランスフォビアと女性嫌悪が組み合わさってより過激な攻撃の対象となることを説明し、これをトランスミソジニーと呼んでいる。

### トランスフォビアによる殺人
トランスジェンダー・ヨーロッパは2015年より過去12年間に殺害されたトランスジェンダーや多様なジェンダーの人々の数を発表している。2021年度のトランスジェンダー・ヨーロッパによるレポートによれば、2020年10月1日から2021年9月30日までに世界中で殺害されたトランスジェンダーや多様なジェンダーの人たちが375人確認され、昨年度よりも7%増加した。また殺害されたトランスジェンダーのうち96%がトランス女性またはトランスフェミニン（女性的なトランスジェンダー）で、殺害されたトランスジェンダーのうち職業が判明している人の58％がセックスワーカーだった。トランスジェンダーへの憎悪犯罪は女性嫌悪、人種差別、外国人嫌悪、セックスワーカーへの差別が複雑に絡み合って生じていると同団体は指摘している。
著名な事件としては、ブリアナ・ゲイ殺人事件などがある。

## トランスフォビアが起きる場所

### 就職
認定NPO法人ReBitが2018年に調査した「調査報告：LGBTや性的マイノリティの 就職活動における経験と就労支援の現状」によれば、95名のトランスジェンダーの経験について87.4%が性的指向・性自認、もしくは性別違和に由来した困難等を経験していた。困難の内訳としては「男女分けに関する困難（性別欄、服装・髪型・化粧等）」「カミングアウトにまつわる困難（クローズドでの就活、カミングアウトの有無や範囲、自分らしくあることによるカミングアウトの必要性など）」「人事・面接官の無理解による困難」などが上がっていた。認定NPO法⼈虹⾊ダイバーシティと国際基督教⼤学ジェンダー研究センターとの共同調査と行われた「LGBTと職場環境に関するアンケート調査 niji VOICE 2020」によれば560名のトランスジェンダーの就業状況について17.3％が就業しておらず（コロナ前である2019年のデータでは15.3%）、42.53%が非正規雇用で、シスジェンダーの男女と比べて高率だった。

### 職場
男性として生まれ、女性として社会生活を送っているトランスジェンダーの会社員が、職場の上司から性別に関する発言を繰り返されてうつ病を発症し、休職に追い込まれたとして2022年に労災と認定された。この事例では上司から「戸籍上は男性なのか女性なのか」とか「女性として見られたいのであれば細やかな心遣いが必要だ」などの発言をされ、さらに名前を「君付け」にしたり「彼」と称したりする行為が繰り返していた。
2018年にはピクシブ社に務めているトランスジェンダーの会社員が元上司に性交渉の回数などを聞かれたほか、陰部に顔を押し当てられたり「なんで女装してんねん。アホかい。おまえ男やろがい」といった言葉をかけられたりするなどの職場いじめのハラスメントを受けた。ピクシブは2022年9月、東京地裁での第1回口頭弁論で「使用者としての責任を認めます。人格や心を深く傷つける許されざる行為」として謝罪した。

### 学校

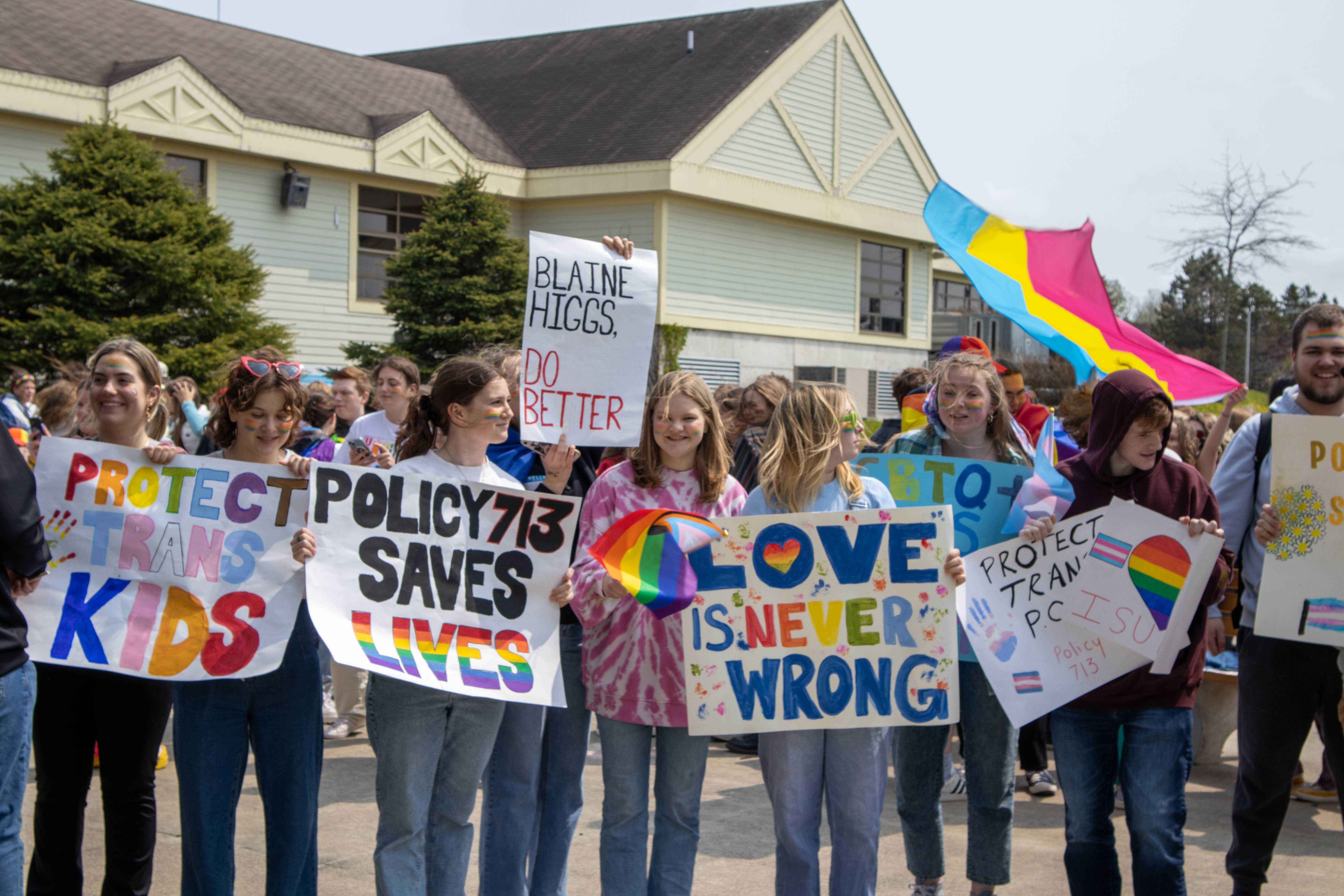
親の権利運動に反対する子どもたち（カナダのニューブランズウィック州）

一部の保護者や大人は、学校にてLGBTに関する教育を止めること、トランスジェンダーの子どもへの配慮の取り組みを排除することを求めており、この主張を「親の権利」（「Parental rights」であり「Parents' rights」ではないことに注意）という言葉を掲げて正当化している。

### 医療
トランスジェンダーの人々は、医療の現場がトランスジェンダーに対応できていないため、そのリソースやサポートにアクセスしづらい状況に苦しんでいる。ジェンダー・クリニックが放火されるなどの事件も起きている。また、脅迫を受ける医療関係者もいる。

### 施設収容
市民的及び政治的権利に関する国際規約の第16条の『法の前で認められる権利』に根拠を持つジョグジャカルタ原則第3原則は、無条件でトランスジェンダーの人法的性別変更の承認を求めている。それにも拘らずMtF（性同一性が女性）のトランスジェンダーの人が刑務所や病院、入国管理局で男性施設に収容所され、性的暴力や非人道的扱いを受ける例が世界各地で報告されている。2012年にもデンマークに亡命したグァテマラ出身のトランスジェンダーの人（性同一性は女性）が身分証明書の性別記載を理由に男性用の難民収容所に収監され、強姦されるという事件が起こった。デンマーク当局が性同一性を理由とした難民認定を認めていないため、彼女は現在ヘイトクライムによる殺人が頻発する本国に強制送還される恐れがある。

### オンライン・ハラスメント

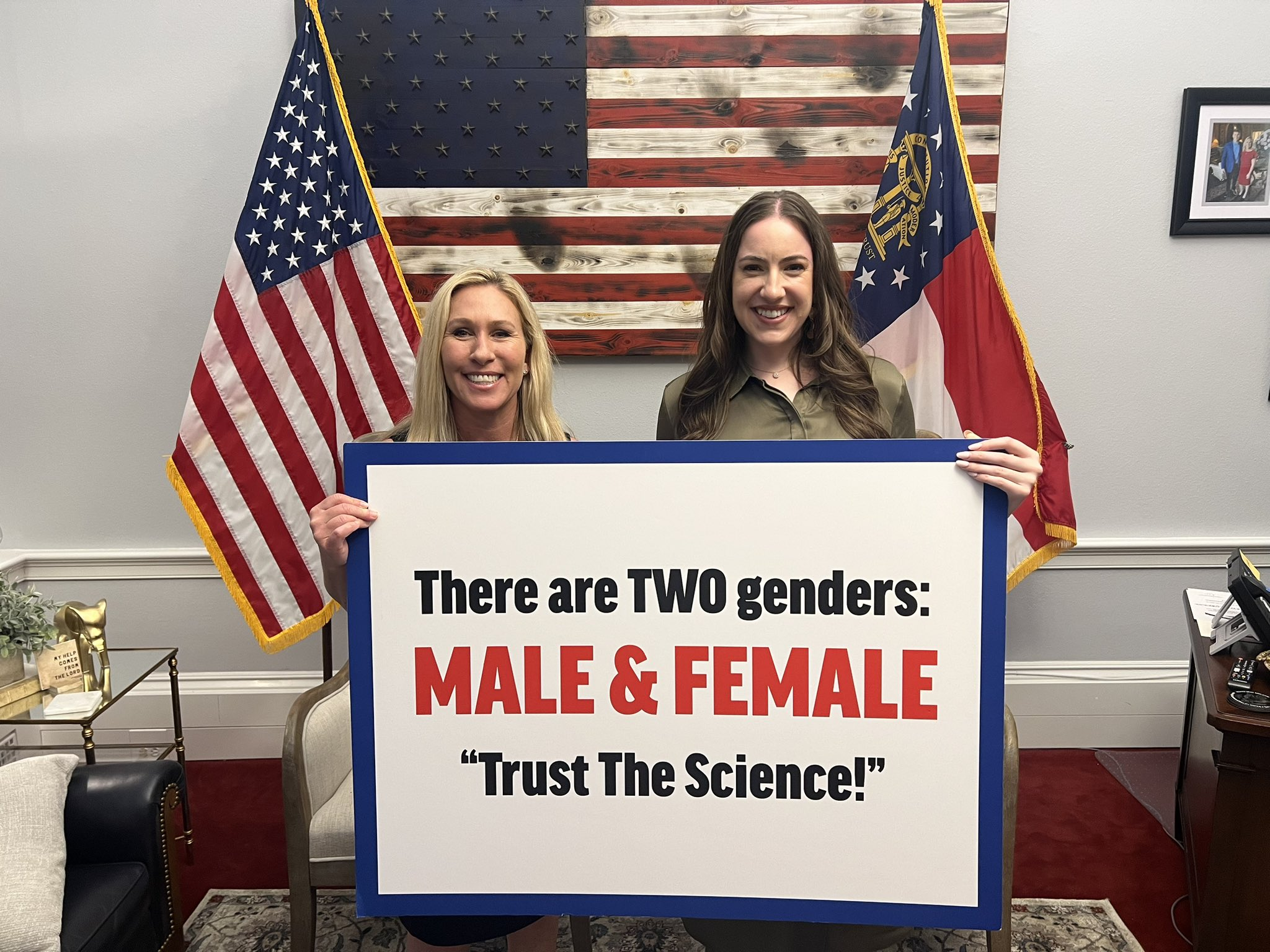
「性別は男と女の2つ。科学を信じましょう」と書かれたサインを掲げるマージョリー・テイラー・グリーン（左）と Libs of TikTokのチャヤ・ライチク（右）

トランスジェンダーの人々はインターネットのデジタルプラットフォーム上で標的にされ、嫌がらせを受け、虐待されるなど非人道的な扱いを受けている。Brandwatchの調査によれば、3年半にわたって1000万件のオンライン投稿を分析したところ、150万件のトランスフォビアのコメントが発見された。
トランスジェンダーはシスジェンダーと比べてオンライン上で狙われやすい。これらオンライン・ハラスメントはエコーチェンバー現象との関連も指摘されている。
日本でもトランスジェンダー当事者に対してSNS上でデマや誹謗中傷を繰り返した人物について、名誉を毀損したという判断で損害賠償の慰謝料の支払いを命じる判決が言い渡されている事例もある。